# 苏秉琦

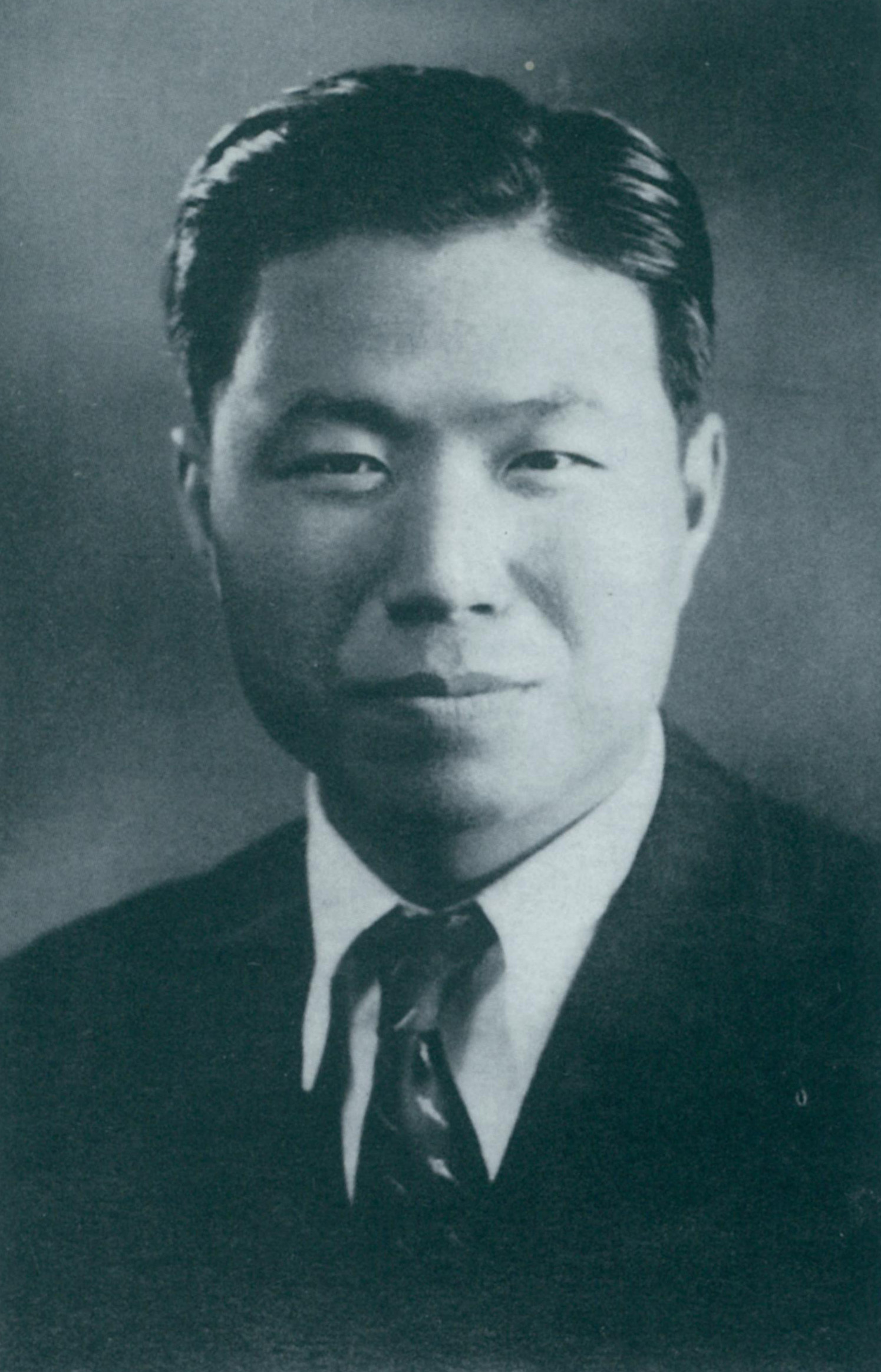
1945年苏秉琦于北京

苏秉琦（1909年10月4日—1997年6月30日），男，直隶（今河北）高阳人，中国考古学家，对中华文明起源很有研究。学生有张忠培。

## 生平
苏秉琦于1934年毕业于北平师范大学历史系，毕业后任北平研究院史学研究所副研究员，1949年以后，担任中国社会科学院考古研究所研究员。1952年至1982年兼任北京大学教授。

## 学术贡献
在中华文明起源方面，苏秉琦提出了“一万年文明启步”、“六大考古文化区系”、“满天星斗说”等观点，在中国考古学界被广泛引用。他提出河北徐水南莊頭所見的一萬年前至一萬兩千年前的連續的文化堆積，存在可信的、連續的碳14年代數據。在一萬年前的遺存中已顯現出石器、玉器、兵器的專業分化，且位置之先後是遼河流域早於海河，海河流域又早於中原。他並認為距今8000年是中國社會從氏族向國家發展的轉折點，關鍵是遼西的紅山文化，其「壇、廟、冢」等遺存的文化性質，確定為早期城邦式原始國家，即「古國」。根據考古發現，古文明的特點不是單一起源而是多地並起，而區分為六大區系：陝豫晉鄰境地區、山東及鄰省一部分地區、湖北和鄰近地區、長江下游地區、以鄱陽湖-珠江三角洲為中軸的南方地區，和以長城地帶（隴東、河套）為重心的北方地區。他在逝世前完成出版了《中国文明起源新探》一书。